# Tvarovaná příze

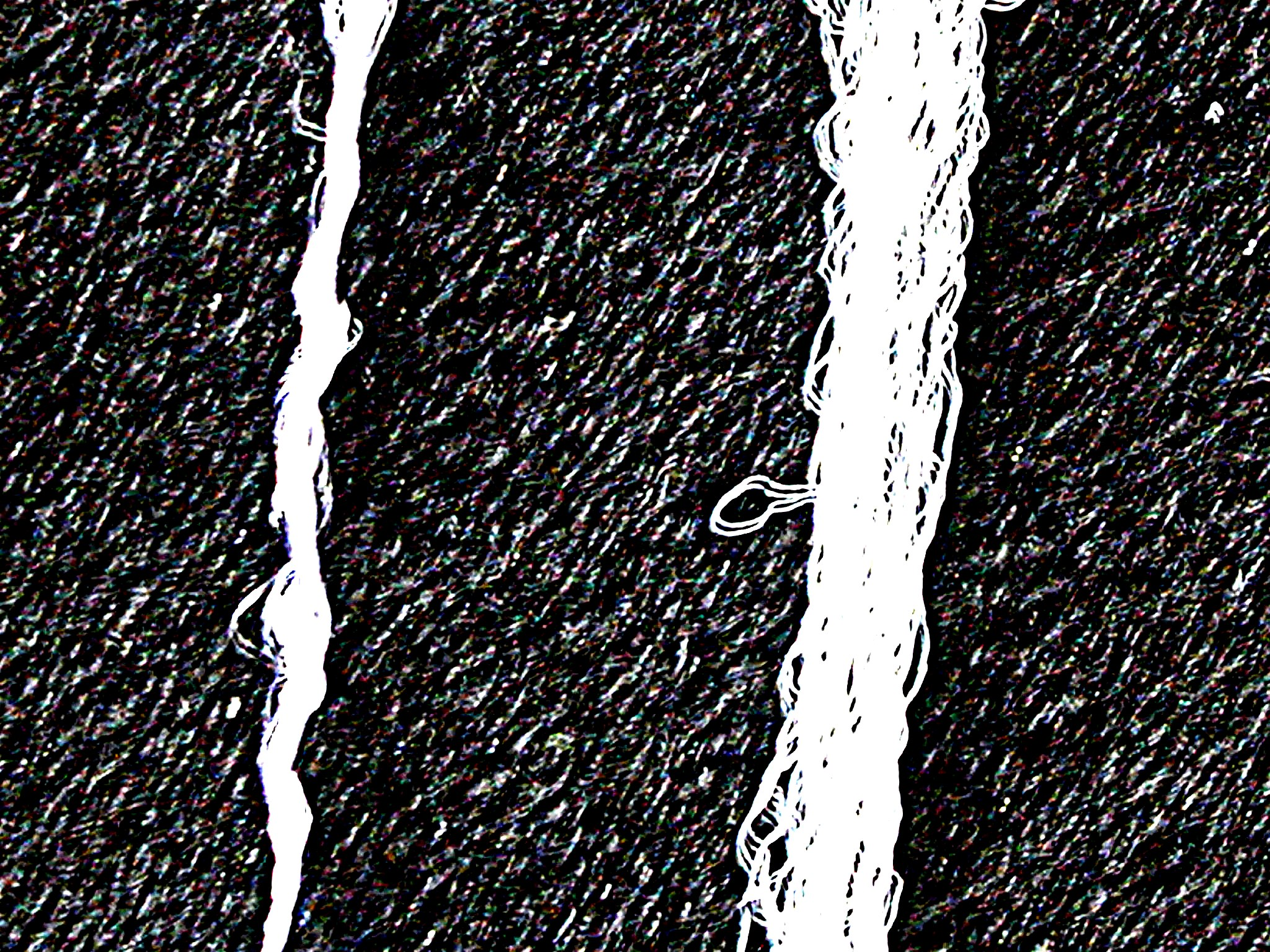
Hladká a tvarovaná filamentová příze

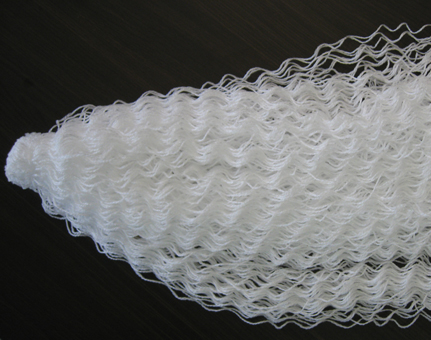
Polyamidová příze tvarovaná pěchováním

Tvarovaná příze (angl.: textured yarn; něm.: texturiertes Garn) je výrobek ze zkadeřených nekonečných chemických vláken.
Zkadeřením, tedy umělým odchylováním vláken od rovnoběžné osy příze se dosáhne zvýšení objemnosti, nasákavosti, tepelné izolace, měkčího „textilního“ omaku a případně značné elasticity výsledného výrobku. Vlastnosti určující charakter tvarované příze jsou definovány normou ISO 10132:1993.

## Výroba
Světová produkce nekonečných chemických vláken dosahuje (v roce 2008) cca 26 milionů tun,. Výrobní kapacita tvarovaných filamentů se odhadovala na začátku století na cca 11 milionů tun ročně, z toho 94 % příze z polyesterových vláken.
V roce 2018 byl při srovnávací studii 12 států (od nejlevnější Číny až po nejdražší Itálii) zpracován na moderním stroji (240 tvar. jednotek) filament 83 dtex při výkonu 800 m/min. s denní produkcí 2000 kg při výrobních nákladech od 1,44 do 1,95 USD/kg.
V roce 2019 bylo ve světě nově instalováno asi 490 000 jednotek.

## Výrobní technologie a použití přízí

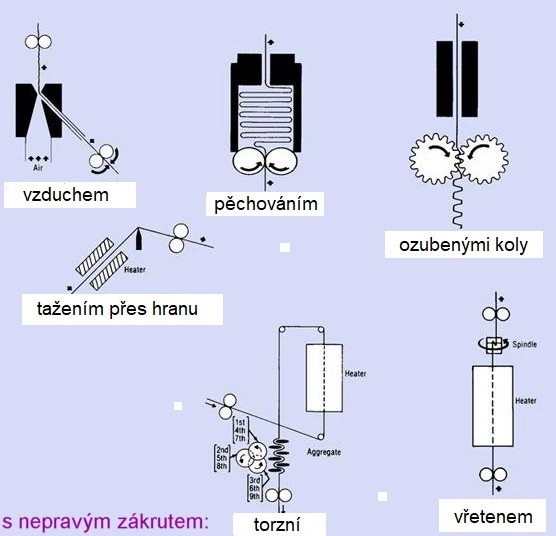
Schéma: Způsoby tvarování příze

Nejstarší způsob tvarování vycházel z francouzsko-amerického vynálezu z roku 1931, původně určenému k zušlechtění příze z nekonečných viskózových vláken. Od té doby byla vyvinuta řada technologií, které umožňují mechanicky, pneumaticky nebo účinkem tepla tvarování téměř všech druhů umělých vláken. Nejdůležitější z nich: 
| Technologie tvarování      | Surovina (převážně)     | Dodávka m/min. | Použití                                                              |
| Torzní s nepravým zákrutem | PA, PES                 | 1200           | punčochy, lyžařské obleky (PA) útek v elastických tkaninách (PES)    |
| Pěchováním                 | PA (i stříž)            | 2000           | koberce                                                              |
| Vzduchem                   | všechny druhy včetně VI | 1500           | podlahoviny, potahy nábytku a autosedadel lyžařské obleky, šicí nitě |
| Ozubenými koly             | PA, monofily            | 600            | koberce, potahové látky                                              |
| Tažením přes hranu         | PA, monofily            | 300            | šicí nitě                                                            |
| Pletením a páráním         | PA                      | 500            | lehké pletené ošacení                                                |

Technologií torzního tvarování nepravým zákrutem se vyrábí asi 2/3 tvarovaných přízí.

## Princip torzního tvarování
Hladký vlákenný materiál se ská s vysokým zákrutem a současně probíhá ohřívaným fixovacím agregátem. S pomocí otočné trubičky se pak změní směr zákrutu, skaní pokračuje a vlákna mají snahu se po uvolnění dostat do původní polohy. Protože však zákrut je tepelně fixovaný, daří se to jen zčásti, příze se zkadeřuje.
Zákrut se uděluje pomocí tření příze o plochy speciálních kotoučů (namísto dřívějšího vřetene) a dosahuje se rychlosti až 1200 m/min.
Technologie je vhodná pro všechny druhy tepelně tvarovatelných nekonečných vláken. Pro výrobky s vysokou pružností a nižší objemností se hodí nejlépe PA vlákna (punčochy, lyžařské obleky). Polyester je vhodnější tam, kde se vyžaduje objemnost bez silné roztažnosti.
Pro určité druhy přízí (např. kobercové z polyamidu) se napojují tvarovací stroje (s výhodou zejména pěchovací) přímo na zvlákňovací linku v chemické výrobě a tvarování probíhá současně s dloužením vláken.
Podobného efektu jako tvarováním příze se také může dosáhnout použitím
- profilovaných vláken, např. s hvězdicovým nebo trojúhelníkovým průřezem. Dá se s nimi velmi dobře imitovat přírodní hedvábí: např. jednoduché příze v jemných tkaninách a skané příze v kobercích s hedvábným vzhledem.[11]
- bikomponentních vláken, např. mísením tepelně stabilních se sráživými vlákny nebo polyamid s polyesterem atd. (např. Lycra T400). Použití: punčochy, koberce aj.
- skaním tvarovaných přízí s hladkými přízemi z nekonečných nebo staplových vláken (jedno- nebo vícebarevných)
- opřádáním nebo obeskáváním v nejrůznějších kombinacích (např. na šicí nitě).[12]